# 卡斯佩克城堡

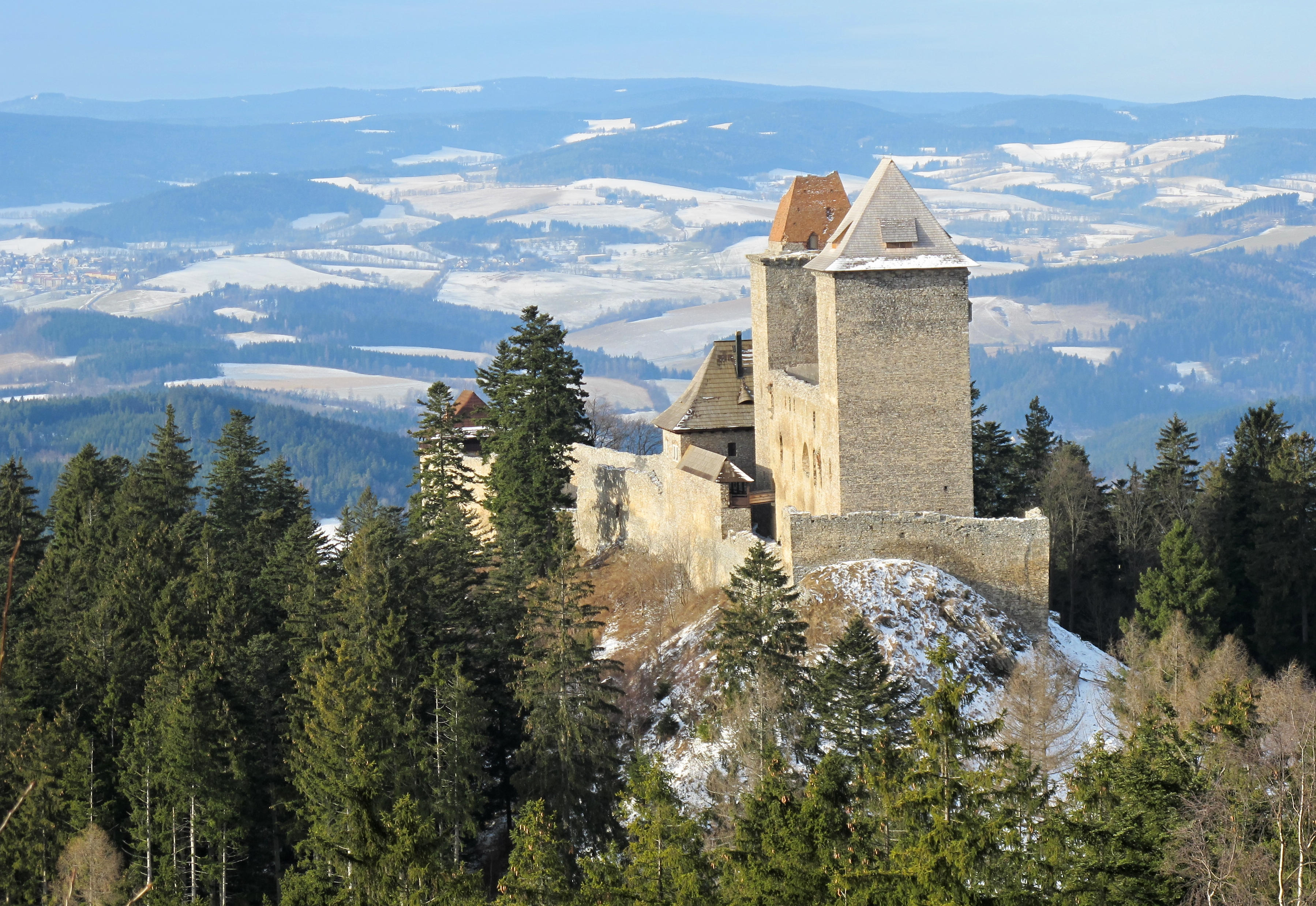
卡斯佩克城堡

卡斯佩克城堡（Kašperk Castle）是波希米亞西南部（現在屬於捷克）的一座中世紀城堡。這座城堡是波希米亞最高級的皇家城堡，位於一座高886（2,907英尺）的山峰上 。卡斯佩克城堡始建於1356年。

## 外部連結
- Official Website（页面存档备份，存于）